# 7 gennaio
Il 7 gennaio è il 7º giorno del calendario gregoriano. Mancano 358 giorni alla fine dell'anno (359 negli anni bisestili).

## Eventi
- 1313 – Cangrande I della Scala, sconfigge i padovani a Camisano Vicentino e distrugge il castello[1]
- 1325 – Alfonso IV diventa re del Portogallo
- 1414 – Tommaso Mocenigo viene eletto sessantaquattresimo doge di Venezia
- 1558 – La Francia prende Calais, ultimo possedimento continentale dell'Inghilterra
- 1566 – Antonio Ghislieri diventa papa Pio V
- 1598 – Boris Godunov si prende il trono di Russia
- 1601 – Robert Devereux, conte di Essex, guida la rivolta contro la regina Elisabetta I a Londra
- 1610 – Galileo Galilei osserva per la prima volta i satelliti galileiani di Giove
- 1730 – A Siena, la Balìa promulga il Bando di Violante Beatrice di Baviera, che stabilisce in maniera definitiva i confini fra le Contrade in cui è suddivisa la città toscana
- 1782 – Apre la prima banca commerciale statunitense (Bank of North America)
- 1785 – Il francese Jean-Pierre Blanchard e lo statunitense John Jeffries viaggiano da Dover (Inghilterra), a Calais (Francia) in un pallone a gas, diventando i primi ad attraversare il Canale della Manica via aria
- 1797 – Italia: il tricolore italiano viene adottato per la prima volta da uno Stato (la Repubblica Cispadana)
- 1835 – Il HMS Beagle si ancora al largo dell'Arcipelago dei Chonos
- 1894 – W.K. Dickson riceve un brevetto per il film
- 1896 – Comincia la battaglia di Macallè
- 1904 – Viene stabilito il segnale d'allarme CQD, verrà rimpiazzato due anni dopo dall'SOS
- 1910 – A Vienna ha inizio il match per il Campionato del mondo di scacchi tra Emanuel Lasker (campione) e Carl Schlechter (sfidante).
- 1912 - Scontro navale di Kunfida tra unità della Regia Marina e della flotta turca
- 1922 – Il Dáli Éireann ratifica il Trattato anglo-irlandese per 64 voti a 57
- 1924 – George Gershwin completa la Rapsodia in blu
- 1927
  - Prima telefonata transatlantica tra New York e Londra
  - Gli Harlem Globetrotters giocano la loro prima partita
- 1935 – Benito Mussolini e il ministro degli esteri francese Pierre Laval firmano l'Accordo franco-italiano
- 1942 – Seconda guerra mondiale: inizia l'assedio della Penisola di Bataan
- 1945 – Il generale britannico Bernard Montgomery tiene una conferenza stampa nella quale si arroga il merito della vittoria nella battaglia del Bulge
- 1954 – La prima dimostrazione di un sistema di traduzione automatica viene tenuta a New York negli uffici della IBM
- 1959 – Gli Stati Uniti riconoscono il nuovo governo cubano di Fidel Castro
- 1975 – L'OPEC accetta di alzare il prezzo del petrolio del 10%
- 1978 – Strage di Acca Larenzia: pluriomicidio a sfondo politico.
- 1979 – Pol Pot e i Khmer rossi vengono rovesciati dalle truppe vietnamite
- 1984 – Il Brunei diventa il sesto membro dell'ASEAN
- 1989 – Akihito diventa imperatore del Giappone
- 1990 – Per motivi di sicurezza viene chiusa al pubblico la Torre di Pisa
- 1992 – Eccidio di Podrute, un elicottero dell'ALE in missione ECMM per il controllo per il rispetto del cessate il fuoco viene abbattuto da un MiG-21 jugoslavo
- 1997 – Un team di programmatori dell'Università di Ratisbona (Germania), pubblica Tibia, uno dei primi MMORPG grafici
- 1999 – Inizia il processo per l'impeachment del presidente statunitense Bill Clinton
- 2005 – Incidente ferroviario di Crevalcore: 17 morti e 80 feriti.
- 2007 – Un pool di scienziati, comprendenti l'italiano Paolo De Coppi, annuncia di aver scoperto cellule staminali nel liquido amniotico
- 2015 – Attacco terroristico nella sede del giornale satirico Charlie Hebdo a Parigi. I morti sono 12. È l'attentato con un maggior numero di vittime, in Francia, dal 1961, superato solo dagli Attentati del 13 novembre 2015.

## Nati
Ci sono circa 1 220 voci su persone nate il 7 gennaio; vedi la pagina Nati il 7 gennaio per un elenco descrittivo o la categoria Nati il 7 gennaio per un indice alfabetico.

## Morti
Ci sono circa 560 voci su persone morte il 7 gennaio; vedi la pagina Morti il 7 gennaio per un elenco descrittivo o la categoria Morti il 7 gennaio per un indice alfabetico.

## Feste e ricorrenze

### Civili
Nazionali:
- Italia – Festa del Tricolore

### Religiose
Cristianesimo:
- Natale ortodosso[2] e copto
- San Raimondo di Peñafort, sacerdote
- Sant'Alderico di Le Mans, vescovo
- Sant'Anastasio di Sens, vescovo
- Sant'Anselmo eremita
- San Brannoc di Braunton, abate
- San Canuto Lavard, re e martire
- San Ciro, patriarca di Costantinopoli
- San Clero di Antiochia, diacono
- San Crispino, vescovo di Pavia
- San Giuliano di Gozzano, diacono
- San Giuseppe Tuan, padre di famiglia, martire
- San Luciano di Antiochia, martire
- San Niceta di Remesiana, vescovo
- San Polieuto, martire
- San Rinaldo di Colonia, monaco
- San Teodoro d'Egitto, monaco
- San Tillone, abate di Solignac
- San Valentiniano, vescovo
- San Valentino di Mais, vescovo di Passavia
- Santa Virginia del Poitou, pastorella
- Beato Ambrogio Fernandes, religioso gesuita, martire
- Beato Francesco Bae Gwan-gyeom, martire
- Beata Lindalva Justo de Oliveira, vergine e martire
- Beata Jeanne Haze (Maria Teresa del Sacro Cuore), fondatrice delle Figlie della Croce
- Beato Matteo Guimerà di Agrigento, vescovo